# Twilight of the Idols (In Conspiracy with Satan)
Twilight of the Idols (In Conspiracy with Satan) – szósty już LP w historii norweskiej grupy blackmetalowej Gorgoroth. Płyta została wydana w roku 2003. Wokale do płyty zostały nagrane później niż muzyka z powodu pobytu wokalisty grupy (Gaahl) w więzieniu. Krążek posiada kilka wersji okładki - unikatową na jakiej znajdują się muzycy Gorgoroth, zwykłą z wizerunkiem płonącego XII-wiecznego kościoła Fantoft spalonego przez organizację Black Circle oraz okładkę z samym napisem (nazwą płyty).

## Lista utworów
| Nr | Tytuł utworu                                   | Długość |
| -- | ---------------------------------------------- | ------- |
| 1. | „Procreating Satan”                            | 3:42    |
| 2. | „Proclaiming Mercy - Damaging Instinct of Man” | 2:56    |
| 3. | „Exit Through Carved Stones”                   | 5:45    |
| 4. | „Teethgrinding”                                | 4:34    |
| 5. | „Forces of Satan Stroms”                       | 4:34    |
| 6. | „Blod og Minne”                                | 3:26    |
| 7. | „Of Ice and Movement...”                       | 6:41    |
| 8. | „Domine in Virtute Tua Laebitur Rex”           | 0:50    |
|    |                                                | 32:28   |

## Skład
- Gaahl - śpiew
- Infernus - gitara, śpiew
- King ov Hell - gitara basowa
- Kvitrafn - perkusja